# Loža (slobodno zidarstvo)
Loža, često i masonska loža, također poznata i kao ivanovska, privatna, prava, potpuna, cijenjena, simbolička ili sastavna loža, predstavlja temeljnu organizacijsku jedinicu slobodnog zidarstva. Pojam "loža" često se odnosi i na zgradu u kojoj se održavaju sastanci ovih jedinica.
Svaka nova loža mora dobiti odobrenje ili ovlaštenje od strane velike lože unutar svoje nadležnosti, ali njezino djelovanje podliježe samo pravilima i konstitucijama te nadležnosti. Izuzetak čine tri preživjele lože koje su formirale prvu poznatu veliku ložu na svijetu u Londonu (danas dio Ujedinjene velike lože Engleske), koje imaju posebnu povlasticu djelovati "od pamtivijeka", bez formalnog odobrenja.
Općenito, svaki slobodni zidar ima pravo posjetiti bilo koju ložu unutar druge nadležnosti (tj. pod drugom velikom ložom) koja je priznata i prijateljski povezana s njegovom vlastitom. U nekim nadležnostima ovo pravo posjete rezervirano je isključivo za majstore, tj. one koji su stekli treći stupanj. Posjetitelj obično mora proći proces provjere kako bi potvrdio regularnost lože i dokazao svoju pripadnost slobodnom zidarstvu u toj nadležnosti.
Slobodni zidari se okupljaju unutar lože kako bi obavljali rad na tri osnovna stupnja slobodnog zidarstva: učenik, pomoćnik i majstor. Ovi stupnjevi predstavljaju temeljni obrazac kroz koji se odvija slobodnozidarska inicijacija i napredovanje.

## Masonske prostorije
Tehnički gledano, slobodni zidari sastaju se kao loža, a ne u loži. U ovom kontekstu, pojam "loža" (iz engleskog lodge, što znači dom) odnosi se na lokalnu udrugu slobodnih zidara koje se okuplja kao tijelo. Međutim, ovaj izraz se često pogrešno koristi za označavanje zgrade ili prostorija u kojima se slobodni zidari sastaju. Zgrade u kojima se održavaju slobodnozidarski sastanci ponekad se nazivaju hramovima (simbolizirajući prostor posvećen "filozofiji i umjetnosti"). Danas, međutim, u mnogim zemljama termini poput "masonski centar" ili "masonska dvorana" zamijenili su ovaj naziv kako bi se smanjile predrasude i izbjegle pogrešne interpretacije.
Često nekoliko različitih loža ili slobodnozidarskih organizacija koristi iste prostorije, ali u različitim terminima, dijeleći infrastrukturne resurse za svoje aktivnosti.

## Vrste
Plava loža (engl. blue lodges), obrtnička loža (craft lodges) ili drevna obrtnička loža (ancient craft lodges) odnosi se na ložu koja prakticira tri osnovna stupnja slobodnog zidarstva: učenik, pomoćnik i majstor. Ove lože se fokusiraju na temeljne stupnjeve, za razliku od dodatnih redova poput Yorčkog i Škotskog reda, koji nude naprednije stupnjeve i učenja. U Velikoj Britaniji koristi se izraz "obrtnička loža" za ove osnovne lože. Pojam "plava loža" dolazi od tradicionalne plave boje regalija koje su nosili članovi loža proizašlih iz engleskog ili irskog slobodnog zidarstva. Iako je izraz "plava loža" isprva bio manje prihvaćen, osobito u Ujedinjenom Kraljevstvu, s vremenom je postao široko korišten, osobito u Sjedinjenim Američkim Državama, gdje je stekao veliku popularnost. Danas se termin često koristi kao sinonim za osnovne stupnjeve slobodnog zidarstva diljem svijeta.
Istraživačka loža (engl. research lodge) ima za cilj unapređivanje i promicanje slobodnozidarskih učenja putem proučavanja, istraživanja i dokumentiranja povijesti, rituala i filozofije slobodnog zidarstva. Jedna od najpoznatijih je Loža "Quatuor Coronati", koja služi kao ugledni primjer istraživačke lože. Ova loža ima ograničeno članstvo, ali prihvaća posjetitelje i radove iz cijelog svijeta, omogućujući globalnu razmjenu znanja i ideja unutar slobodnozidarske zajednice. U mnogim velikim ložama diljem svijeta, istraživačke lože su čvrsto uspostavljene i igraju važnu ulogu u akademskom i povijesnom proučavanju slobodnog zidarstva. Za razliku od plavih loža, koje se usredotočuju na rituale i dodjelu stupnjeva, istraživačke lože se obično sastaju rjeđe i ne dodjeljuju stupnjeve. Umjesto toga, njihov fokus je na organiziranju predavanja, objavljivanju radova i raspravama koje potiču intelektualni razvoj i istraživanje slobodnozidarskog naslijeđa.
U Velikoj Britaniji, instrukcijska loža (engl. lodge of instruction) može biti povezana s matičnom ložom, ali nije formalno ustanovljena kao zasebna jedinica. Njen osnovni cilj je pružiti časnicima i onima koji teže postati časnici priliku da pod vodstvom iskusnog člana uvježbaju izvođenje obreda i rituala. Uz to, instrukcijske lože često nude prostor za raspravu i tumačenje ritualnih procedura te produbljuju razumijevanje simbola i filozofije slobodnog zidarstva. U nekim velikim ložama u Sjedinjenim Američkim Državama, instrukcijska loža ima širu funkciju, služeći kao garantirana loža za poduku novih kandidata. Ovdje se, osim ritualnih vježbi, organiziraju predavanja i radionice koje pokrivaju ne samo slobodnozidarske, nego i nemasonske teme, s ciljem širenja znanja i razumijevanja šireg konteksta slobodnog zidarstva. Ovakav pristup omogućava kandidatima i članovima dublji uvid u povijest, filozofiju i etičke principe bratstva.
U Velikoj Britaniji, pojam matična loža ili majka loža (engl. mother lodge) koristi se za označavanje lože u kojoj je pojedinac prvi put iniciran kao slobodni zidar. Osim toga, izraz matična loža može se odnositi i na ložu koja je pružila pokroviteljstvo za osnivanje nove lože te koja daje jamstvo za njeno djelovanje unutar iste velike lože. Povijesno gledano, specifični postupci povezani s ovim pokroviteljstvom i jamstvom razlikuju se kroz vrijeme i između različitih velikih loža, pri čemu su pravila često oblikovana lokalnim običajima i tradicijama slobodnog zidarstva. Matična loža često zadržava simboličnu i formalnu povezanost s ložom koju je pomogla osnovati, pružajući podršku i savjetodavnu ulogu u njenom daljnjem radu.
Deputacijska loža (njem. Deputationsloge) je posebna vrsta lože koja djeluje s ograničenim ovlastima, često za specifične zadatke ili ceremonije. Takve lože mogu biti privremene i djelovati pod nadzorom matične lože. Ove lože najčešće nemaju ni svoje stalne članove već su u njoj rade pridruženi članovi drugih loža. Njene glavne funkcije mogu biti osnivanje loža u drugim gradovima ili državama, kao i djelovanje sa specifičnom svrhom, kao što je istraživačka loža. U povijesti su deputacijske lože bile angažirane za inicijaciju uglednih osoba na posebnim lokacijama ili u posebnim okolnostima. U Hrvatskoj je najpoznatija deputacijska Loža "Ilirija", osnovana sa svrhom obnove slobodnog zidarstva u Hrvatskoj nakon osamostaljenja.
Putujuća loža (engl. travelling lodge), također poznata kao peripatetička loža (peripatetic lodge), inspirirana Aristotelovom Peripatetičkom školom, omogućava svojim članovima sastajanje na različitim lokacijama unutar nadležnosti jedne velike lože. Za razliku od tradicionalnih loža koje imaju stalno mjesto sastajanja, putujuća loža pruža svojim članovima fleksibilnost održavanja sastanaka u raznim gradovima ili mjestima. Ova praksa daje priliku da prošire svoje aktivnosti, razmijene iskustva s različitim ložama i prodube slobodnozidarske veze širom većeg zemljopisnog područja. Povijesno gledano, putujuće lože bile su česte među vojnim jedinicama, gdje su članovi slobodnog zidarstva održavali lože na različitim mjestima dok su putovali sa svojim postrojbama.
Vojna loža (engl. military lodge; njem. militärloge) je specifična loža koja isključivo okupljala vojnike i časnike unutar jedne pukovnije, a pojavile su se u različitim razdobljima povijesti, osobito tijekom 18. i 19. stoljeća. Cilj ovih loža bio je pružiti članovima vojske prostor za bratstvo, obrazovanje i duhovni razvoj, čak i u uvjetima sukoba ili kada su se nalazili daleko od svojih domova.
U 21. stoljeću zabilježen je uspon virtualnih loža koje se susreću putem videopoziva, a ne uživo.

## Ustroj
Ložama upravljaju nacionalna, savezna ili pokrajinska tijela, koja se obično nazivaju velike lože ili veliki orijenti. Ove organizacije, putem svojih usvojenih konstitucija, definiraju strukturu slobodnog zidarstva pod svojom upravom te imenuju velike časnike (engl. Grand Officers) iz redova starijih slobodnih zidara. U Engleskoj i nekim drugim jurisdikcijama, pokrajinske velike lože (npr. odgovaraju povijesnim regijama u Engleskoj) obavljaju posredničku administraciju i također imenuju pokrajinske velike časnike, pružajući organizacijski most između lokalnih loža i nacionalnih tijela.
Različite velike lože i njihova područja razlikuju se u svojim tradicijama, kao i u detaljima stupnjeva i prakse. Iako postoji zajednička struktura, velike lože imaju ograničenu nadležnost nad ložama unutar svog članstva, a u slučajevima gdje nisu propisani točni obredi, lože imaju veću slobodu u načinu svog rada. Usprkos tim manjim razlikama u obredima i pravilima, između loža pod različitim velikim ložama često postoje bratski odnosi, što omogućuje suradnju i međusobno uvažavanje unutar šireg slobodnozidarskoga bratstva.

## Članstvo

### Regularno slobodno zidarstvo
Općenito, da bi kandidat bio prihvaćen kao punopravni slobodni zidar u loži koja djeluje prema regularnom ustroju, mora ispuniti sljedeće uvjete:
- biti muškarac;
- pristupiti loži svojom voljom ili samoinicijativno, odnosno samo po pozivu u nekim velikim ložama;[12]
- vjerovati u postojanje nekog oblika Vrhovnog bića;[12]
- biti na dobrom glasu, biti moralnog karaktera i biti u mogućnosti financijski uzdržavati sebe i svoju obitelj;[12]
- biti stariji od 21 godinu (u nekim velikim ložama granica može biti 18 ili 25 godina);[12]
- boraviti na području nadležnosti lože kojoj se želi pridružiti;[13]
- proći razgovore i kandidacijske postupke, što uključuje intervjue s ljudima koji poznaju kandidata, a postupak može trajati i do dvije godine;
- biti zdrava uma i tijela (iako ovo nije univerzalan uvjet);[12]
- biti "slobodan čovjek" – Ovaj uvjet može poticati iz vremena kada operativni zidari nisu predavali svoje tajne robovima, koji su mogli biti prisiljeni otkriti ih.[14] Također, ovaj izraz može odražavati zahtjev iz ranih špekulativnih loža da kandidat ima dozvolu za obavljanje obrta ili trgovine, čime je bio smatran slobodnim građaninom;[15]
- proći glasovanje unutar lože (poznato kao "balotaža"[16]), u kojem članovi odlučuju o njegovom prihvaćanju.[12]

Ovi uvjeti variraju ovisno o lokalnim pravilima i tradicijama, ali predstavljaju osnovne smjernice za kandidaturu u slobodnom zidarstvu.
Nakon što loža izabere ili odobri kandidata u skladu s uvjetima svoje velike lože, odlučuje kada i hoće li kandidatu dodijeliti svaki stupanj prema propisanom redoslijedu. Općenito, slobodni zidari koji su stekli samo stupanj učenika smatraju se članovima, ali s ograničenim privilegijama sve dok ne steknu treći stupanj majstora.
Majstor se smatra doživotnim članom lože u kojoj je postigao taj stupanj. Može dati ostavku ako to želi, ali samo pod uvjetom da je "u dobrom stanju" (tj. da je podmirio sve članarine) i ako je u loži bez disciplinskih postupaka. Slobodni zidar može dati ostavku iz osobnih razloga ili zbog želje da se pridruži drugoj loži, posebno u velikim ložama koje ne dopuštaju višestruko članstvo. Nakon ostavke, slobodni zidar ostaje član bratstva, ali bez prava, privilegija ili zahtjeva prema slobodnom zidarstvu, sve dok se ne odluči ponovno pridružiti putem nove prijave. Prema nekim autorima, poput Mackeya, napuštanje lože ne oslobađa slobodnog zidara od njegovih moralnih obveza prema Redu i nadzora nad njegovim ponašanjem.
Slobodni zidar može biti protjeran iz svoje lože ili iz slobodnog zidarstva općenito ako je osuđen za teške prekršaje građanskog ili slobodnozidarskog prava. Protjerivanje iz čitave slobodnog zidarstva može odrediti samo velika loža, dok pojedinačne lože mogu isključiti članove iz svog članstva zbog manjih prekršaja.
Majstor "u dobrom stanju" (tj. onaj koji je platio godišnju članarinu i nije pod istragom ili disciplinskim postupkom) može se pridružiti drugoj regularnoj loži bez potrebe da ponovno prolazi kroz stupnjeve. Međutim, može se očekivati da služi novoj loži kao časnik.
Ako se majstor izbriše iz članstva zbog neplaćenih članarina, obično se može vratiti "u dobro stanje" jednostavnim plaćanjem zaostalih dugova i tekućih davanja. U nekim velikim ložama, proces povratka uključuje i balotažu za ponovno primanje u ložu.
Većina velikih loža dopušta majstorima da budu članovi više od jedne lože istodobno. Međutim, u nekim velikim ložama slobodnim zidarima s višestrukim članstvom zabranjeno je istovremeno služiti kao časnici u više loža.
Pravila se razlikuju za slobodne zidare nižih stupnjeva, kao što su učenici i pomoćnici. U nekim velikim ložama, učenik ili pomoćnik ne može formalno podnijeti ostavku, ali se može pridružiti drugoj loži s namjerom stjecanja stupnja majstora, uz pristanak izvorne lože.

## Časnici
Naslovi, uloge i broj časnika unutar lože značajno se razlikuju od jedne velike lože do druge. U većini velikih loža, za svaku ložinsku dužnost postoji odgovarajući časnik u velikoj loži te se dotičnoj tituli dodaje prefiks "veliki" (npr. veliki majstor).
Neke dužnosti unutar lože su progresivne, što znači da članovi napreduju kroz njih u procesu formalne promocije, dok su druge pozicije trajne i obično ih obnašaju iskusniji članovi. Ove stalnije dužnosti zahtijevaju visok stupanj znanja i odgovornosti, čime se osigurava kontinuitet i stabilnost rada lože.